# Stemphylium lycopersici
Stemphylium lycopersici är en svampart som först beskrevs av Enjoji, och fick sitt nu gällande namn av W. Yamam. 1960. Stemphylium lycopersici ingår i släktet Stemphylium och familjen Pleosporaceae.   Inga underarter finns listade i Catalogue of Life.